# Apple Dot Matrix Printer

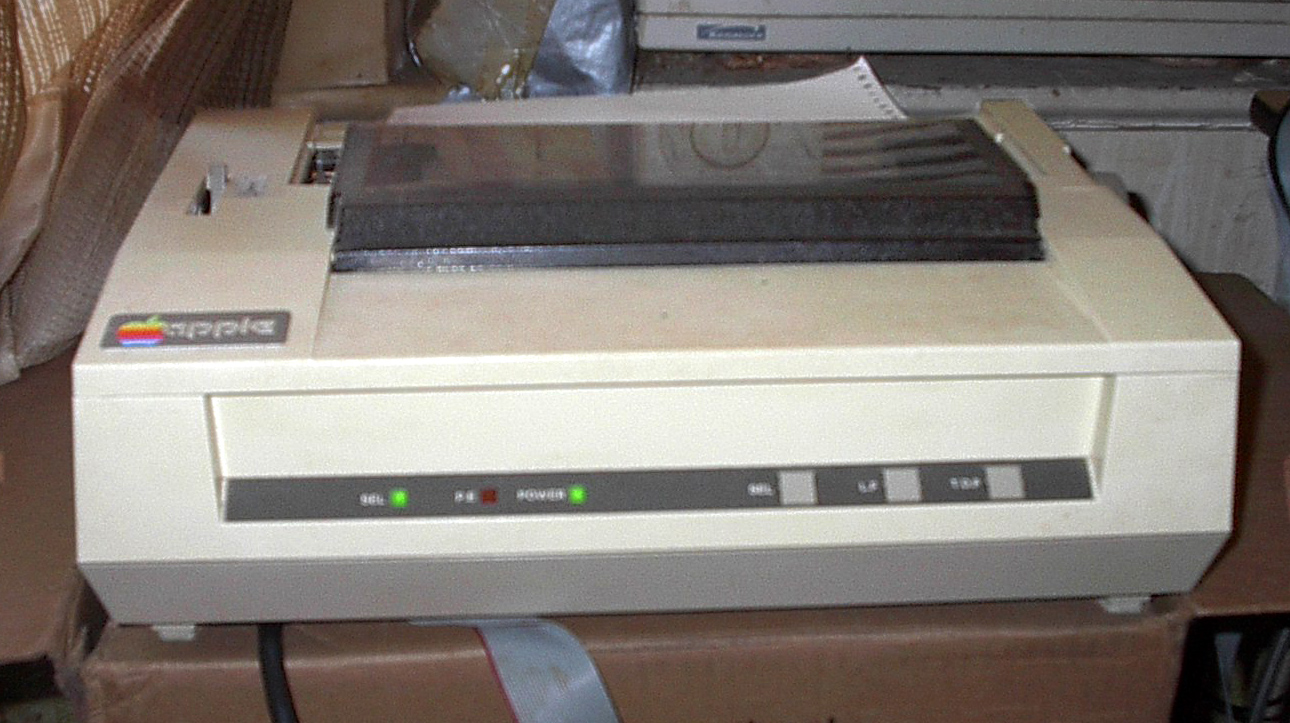
Een Apple Dot Matrix Printer.

De Apple Dot Matrix Printer (vaak verkort tot Apple DMP) was een matrixprinter van Apple Computer. De printer maakte gebruik van C. Itoh printmechaniek en werd door Apple verkocht van 1982 tot 1984 voor gebruik met de Apple II-familie, de Apple Lisa en de Apple III. In 1984  werd de printer opgevolgd door de ImageWriter.
De Apple DMP is de laatste printer van Apple die gebruik maakt van een parallelle poort, alle daaropvolgende Apple printers zoals de ImageWriter, StyleWriter of LaserWriter gebruiken een seriële poort.
Uit productie: 1980: Silentype · 1982: Dot Matrix Printer · 1983: Color Plotter, Daisy Wheel Printer · 1984: Scribe, ImageWriter · 1985: LaserWriter · 1991: StyleWriter · 1993: Color Printer · 1994: Color StyleWriter · 1995: Color LaserWriter